# Jean Raspail
Jean Raspail (Chemillé-sur-Dême, Indre y Loira, 5 de julio de 1925 - París, 13 de junio de 2020) fue un escritor, viajero y explorador francés. Muchas de sus obras tratan sobre personajes históricos, exploración y pueblos indígenas. Recibió los prestigiosos premios literarios Gran Premio de Novela y Gran Premio de literatura de la Academia Francesa.  En 1983 el Estado francés le reconoció al nombrarle Officier de la Legión de Honor.
Su obra más conocida es la novela El desembarco, publicada en 1973, que trata sobre la inmigración masiva del tercer mundo a Europa.  Por Qui se souvient des hommes... (español: ¿Quién se acordará de los hombres...?), ganó el Premio Chateaubriand; por Sire, el Gran Premio a la novela, de la ciudad de París, por L'Anneau du pêcheur (español: El año del pescador), el premio del príncipe Pedro de Mónaco.

## Biografía
Jean Raspail era hijo del gerente de fábrica Octave Raspail y Marguerite Chaix. Asistió a la escuela católica privada Saint-Jean de Passy en París, la  Institución Sainte-Marie de Antony  y la Escuela de Rocas (École des Roches) en Verneuil-sur-Avre.
Durante los primeros veinte años de su carrera, Raspail viajó por el mundo para descubrir poblaciones amenazadas por su confrontación con la modernidad. Raspail dirigió un viaje en automóvil desde Tierra del Fuego hasta Alaska entre el 25 de septiembre de 1951 y el 8 de mayo de 1952. En 1954, dirigió una expedición de investigación francesa a la tierra de los incas, y además sirvió como Cónsul General Reino de la Araucanía y la Patagonia. Posteriormente, en 1956, Raspail pasó un año entero en Japón.
En su obra más conocida, El desembarco, publicada en 1973, Raspail predice el colapso de la civilización occidental como consecuencia de una abrumadora ola de inmigración del Tercer Mundo. El libro ha sido traducido al inglés, alemán, español, italiano, afrikáans, checo, neerlandés, polaco y portugués, y desde 2006, se estima que han sido vendidas más de 500,000 copias. En un artículo coescrito en 1985 para la revista Le Figaro, Raspail reiteró los puntos de vista dados en esta novela, afirmando que “la proporción de la población inmigrante no europea de Francia seguiría creciendo, y esto a su vez pondría en peligro la supervivencia de los valores, la cultura y la identidad francesa”.
Su catolicismo tradicional sirvió de inspiración para muchas de sus obras utópicas, en las cuales las ideologías del comunismo y el liberalismo fracasan, y se restaura una monarquía católica. En 1990 publicó la novela Sire, en la cual narra que en febrero de 1999, en Reims, es llevada a cabo la coronación del rey francés Philippe Pharamond de Borbón, descendiente directo de los últimos reyes franceses.
Raspail fue candidato a la Academia Francesa en el año 2000, por lo cual recibió la mayoría de los votos, pero finalmente no obtuvo los votos requeridos para la elección al puesto vacante de Jean Guitton.
Criticó la política de inmigración francesa en un artículo para la revista Le Figaro publicado el 17 de junio de 2004 con el título La patria traicionada por la República. El artículo fue demandado por la Liga Internacional contra el Racismo y el Antisemitismo por “incitación al odio racial”, pero el tribunal rechazó la acción el 28 de octubre de ese mismo año.
En 2007 fue galardonado con la Gran Medalla de Oro para Viajes de Exploración y Descubrimiento por la Sociedad de Geografía de París por todo su trabajo.
Falleció en el hospital Henry-Dunnant en París, el 13 de junio de 2020, a los 94 años.